# The Unexpected (album)
The Unexpected – debiutancki album heavymetalowego zespołu Beautiful Sin, wydany w 2006 roku. Europejskim bonus trackiem został utwór "Le rêve originel", który jest francuskim przekładem utworu "This is Not the Original Dream." Na japońskim wydaniu albumu dodatkowo znalazł się utwór "She is Made of Rain".

## Lista utworów
1. Lost  – 4:52
2. This is Not the Original Dream  – 3:47
3. Take Me Home  – 3:36
4. I'm Real  – 3:54
5. The Spark of Ignition  – 4:36
6. Closer to my Heart  – 3:44
7. Give up Once for All  – 4:24
8. Brace for Impact  – 3:37
9. Pechvogel  – 3:40
10. Metalwaves  – 5:29
11. The Beautiful Sin  – 4:36
12. Le Reve Originel (utwór dodatkowy) – 5:59

## Twórcy
- Magali Luyten - śpiew
- Jørn Viggo Lofstad - gitara
- Steinar Krokmo - gitara basowa
- Axel Mackenrott - keyboard
- Uli Kusch - perkusja